# She Married Her Boss
She Married Her Boss (bra: Prelúdio Nupcial) é um filme estadunidense de 1935, do gênero comédia romântica, dirigido por Gregory La Cava, estrelado por Claudette Colbert, e coestrelado por Melvyn Douglas e Michael Bartlett. Foi produzido e distribuído pela Columbia Pictures, que obteve grande sucesso no ano anterior com "It Happened One Night", também estrelado por Colbert.

## Sinopse
Julia Scott (Claudette Colbert), uma eficiente secretária de uma loja de departamentos, se casa com Richard Barclay (Melvyn Douglas), seu chefe, mas descobre que cuidar dele em casa é muito diferente de cuidar dele no trabalho.

## Elenco
- Claudette Colbert como Julia Scott
- Melvyn Douglas como Richard Barclay
- Michael Bartlett como Lennie Rogers
- Raymond Walburn como Franklin
- Jean Dixon como Martha Pryor
- Katharine Alexander como Gertrude Barclay
- Edith Fellows como Annabel Barclay
- Clara Kimball Young como Parsons
- Grace Hayle como Agnes Mayo
- Charles Arnt como Victor Jessup
- John Hyams como Hoyt
- Georgia Caine como Fitzpatrick
- Selmer Jackson como Andrews
- Buddy Roosevelt como Edwards, o motorista
- Franklin Pangborn como Vitrinista
- Lillian Rich como Operadora de telefone

## Produção
Por causa de sua cena da noite de núpcias, o filme recebeu oposição do Código de Produção, mas permaneceu na versão final no projeto.
Claudette Colbert foi emprestada pela Paramount Pictures para este filme. Originalmente, Melvyn Douglas assinou contrato para estrelar apenas uma produção com a Columbia, mas após o sucesso do filme, Douglas assinou um contrato de sete anos com o estúdio, estrelando três filmes por ano.